# ولسوالی اشترلی
اَشتَرلَی یکی از ولسوالی‌های ولایت دایکندی در مرکز افغانستان است. جمعیت آن در سال ٢۰٢۰ میلادی، ۶١٬١٧۴ نفر اعلام شده است. 
مردم این ولسوالی همه از قوم هزاره هستند.
اشترلی، یکی از ولسوالی های سردسیر ولایت دایکندی میباشد که در فصل زمستان اکثر راهای مواصلاتی آن بخاطر برف باری های سنگین مسدود میباشد.